# Борнербрук
Борнербрук (нід. Bornerbroek, нід. вимова: [bɔrnərˈbruk]) — село в нідерландській провінції Оверейсел. Входить до муніципалітету Алмело.
Його площа становить 15,58 км², а населення станом на 2021 рік складало 1 970 осіб.
Перша згадка про населений пункт датується 1475 роком.